# Bæstet
Bæstet (russisk: Медведь) er en sovjetisk film fra 1938 af Isidor Annenskij.

## Medvirkende
- Olga Androvskaja som Jelena Popova
- Mikhail Zjarov som Grigorij Smirnov
- Ivan Pelttser som Luka
- Konstantin Sorokin